# Dirk Bach
Dirk Bach (Keulen, 23 april 1961 – Berlijn, 1 oktober 2012) was een Duitse komiek en televisiepersoonlijkheid. Hij is vooral bekend geworden met zijn eigen Dirk Bach Show, die vanaf 1992 werd uitgezonden door de ZDF. Bach was een lgbt-activist. Op 1 oktober 2012 werd hij in een hotel in Berlin-Lichterfelde dood aangetroffen. Vermoedelijk is hartfalen de oorzaak van het overlijden.

## Filmografie
Films
- 1983: Kiez – Aufstieg und Fall eines Luden
- 1984: Im Himmel ist die Hölle los
- 1984: Ich sage immer, wenn meine Haare gemacht sind und ich ein Paar schöne Schuhe trage, bin ich vollkommen angezogen (korte film)
- 1985: Peter macht den Acker frisch! (televisiefilm)
- 1985: Bas-Boris Bode (televisieserie)
- 1988: Krieg der Töne (experimentele film voor televisie)
- 1989: Im Jahr der Schildkröte
- 1993: Kein Pardon
- 1995: Nich’ mit Leo
- 1997: Rendezvous des Todes (televisiefilm)
- 1998: Frau Rettich, die Czerni und ich
- 1999: Zum Sterben schön (televisiefilm)
- 2001: Das Rätsel des blutroten Rubins (televisiefilm)
- 2001: Der Mann, den sie nicht lieben durfte (televisiefilm)
- 2001: Der kleine Eisbär (stem van Caruso)
- 2003: Karlchens Parade
- 2003: Suche impotenten Mann fürs Leben
- 2003: Crazy Race
- 2004: Crazy Race 2 – Warum die Mauer wirklich fiel (televisiefilm)
- 2005: Popp Dich schlank! (televisiefilm)
- 2005: Der kleine Eisbär 2 - Die geheimnisvolle Insel (stem van Caruso)
- 2005: Urmel aus dem Eis (televisiefilm)
- 2006: Zwei zum Fressen gern (televisiefilm)
- 2006: Rock ’n’ Roll Wild Boys
- 2006: Crazy Race 3 – Sie knacken jedes Schloss (televisiefilm)
- 2007: ProSieben Märchenstunde - Des Kaisers neue Kleider (tekenfilm)
- 2008: African Race – Auf der Jagd nach dem Marakunda (televisiefilm)
- 2008: ProSieben Märchenstunde – Dornröschen (televisiefilm)
- 2008: Treuepunkte (televisiefilm)
- 2008: Tom und das Erdbeermarmeladebrot mit Honig (televisiefilm)
- 2008: Dornröschen
- 2008: Il Giardino (korte film)
- 2008: Sunshine Barry und die Discowürmer (stem van Tito)
- 2009: Lauras Stern und der geheimnisvolle Drache Nian (ingesproken)
- 2009: Oben (stem van Dug)
- 2011: Bauernfrühstück - Der Film
- 2012: Prosieben 1001 Nacht - Die Karawane der verfluchten Jungfrauen (televisiefilm)

Televisie
- 1983-1984: Showbühne, BR, moderatie met Billy Zöckler en Alfred Biolek

- 1986: Kir Royal
- 1986: Geschichten aus der Heimat - Der Star des Abends (televisieserie)
- 1992–1994: Dirk Bach Show
- 1994: Die Weltings vom Hauptbahnhof – Scheidung auf Kölsch
- 1994: Drei zum Verlieben
- 1995: Ich mag Tiere (muziekvideo van Creme 21)
- 1995: Marys verrücktes Krankenhaus
- 1996–2001: Lukas (televisieserie, 64 afleveringen)
- 1998: Varell & Decker (4 afleveringen)
- 1999–2002: Oggy und die Kakerlaken (verteller)
- 2000–2007: Sesamstraße
- 2002: Deutscher Fernsehpreis (moderatie)
- 2003: Alphateam - Die Lebensretter im OP (televisieserie, aflevering 8x01)
- 2003-2007: Genial daneben - Die Comedy Arena (12 afleveringen)
- 2004: Die größten TV Hits aller Zeiten (moderatie)
- 2002: Der kleine Mönch (16 afleveringen)
- 2004-2006: Mania (moderatie)
- 2004–2012: Ich bin ein Star – Holt mich hier raus!
- 2004–2011: Schillerstraße (21 afleveringen)
- 2005-2009: Tom und das Erdbeermarmeladebrot mit Honig (spreker)
- 2006: Die Promiküche - Kochspaß mit Dirk Bach (9 afleveringen)
- 2006–2008: Frei Schnauze
- 2009: Einfach Bach! (televisiefilm)
- 2010: Verbotene Liebe (2 afleveringen)
- 2011: Die ARGE Talk Show
- 2011: Bauernfrühstück – der Film
- 2012: Krömer - Late Night Show (2 afleveringen)
- 2012: NeoParadise

Theater
- 1993: Der Marquis schreibt einen unerhörten Brief (gebaseerd op de roman van Javier Tomeo) als Marquis am Schauspielhaus Köln

- 2000: Die Schöne und das Biest (musical, Stuttgart) als Herr von Unruh
- 2001: Der Glöckner von Notre Dame (musical, Berlijn) als Antoine
- Die Mätresse des Königs, regie: Dieter Wedel, componist: Ludwig Auwald, als hofnar Fröhlich, Open-Air-optreden in de Dresdner Zwinger
- 2011–2012: Kein Pardon – Das Musical (Düsseldorf) als Heinz Wäscher

Luisterboeken
- Eine Schultüte voller Geschichten
- Die 13½ Leben des Käpt’n Blaubär
- Die Mumins – Eine drollige Gesellschaft
- Ja Uff Erstmal - Winnetou Unter Comedy Geiern (2000)